# Arcidiocesi di Santo Domingo

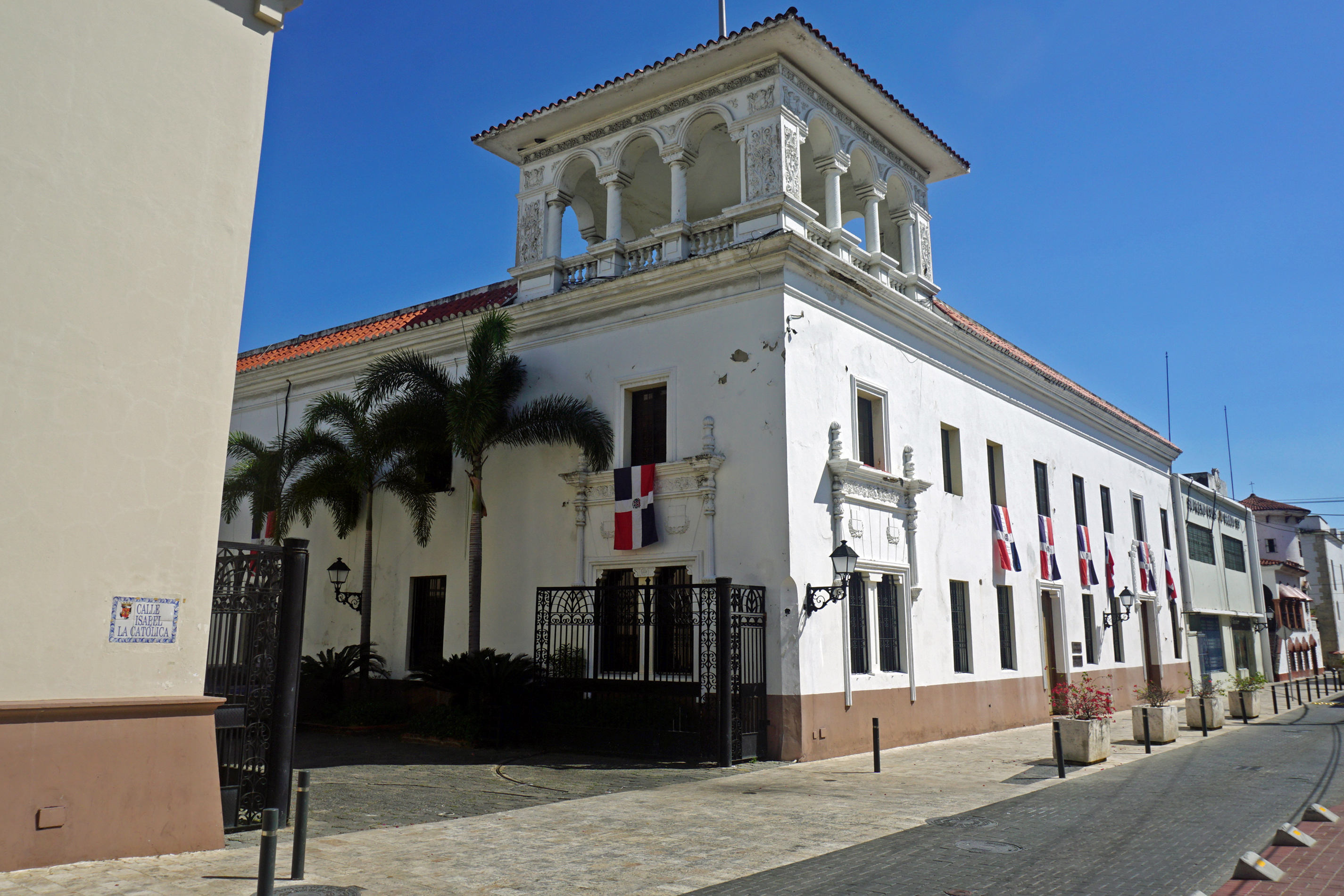
La residenza degli arcivescovi di Santo Domingo.

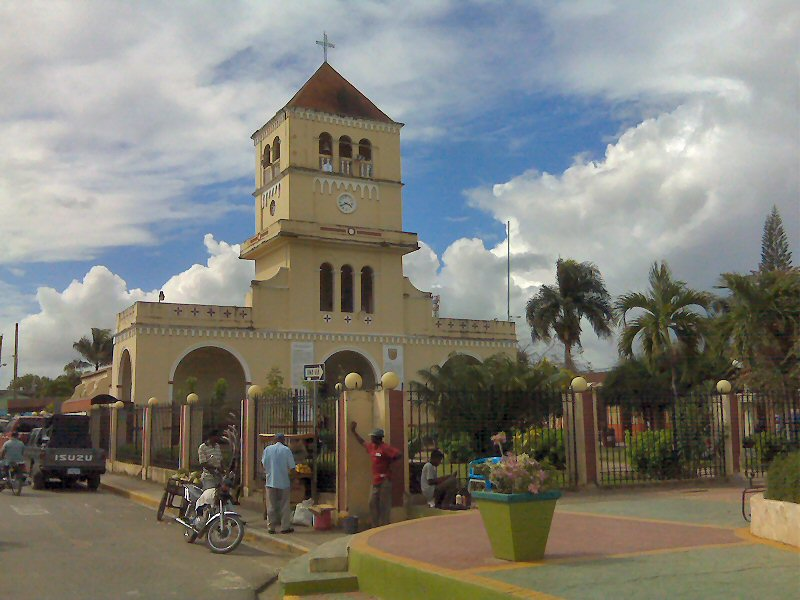
Il santuario nazionale del Santo Cristo dei Miracoli di Bayaguana.

L'arcidiocesi di Santo Domingo (in latino Archidioecesis Sancti Dominici) è una sede metropolitana della Chiesa cattolica nella Repubblica Dominicana. Nel 2022 contava 3.850.000 battezzati su 4.277.000 abitanti. È retta dall'arcivescovo Francisco Ozoria Acosta. 
L'arcivescovo ha anche il titolo di Primate delle Indie.

## Territorio
L'arcidiocesi comprende il Distrito Nacional, che corrisponde al centro della città di Santo Domingo, e le province di Santo Domingo e Monte Plata.
Sede arcivescovile è la città di Santo Domingo, dove si trova la cattedrale di Santa Maria dell'Incarnazione. A Bayaguana sorge il santuario nazionale del Santo Cristo dei Miracoli (Santuario Nacional Santo Cristo de los Milagros).
Il territorio si estende su una superficie di 3.995 km² ed è suddiviso in 215 parrocchie articolate in 12 zone pastorali.

### Provincia ecclesiastica
La provincia ecclesiastica di Santo Domingo, istituita nel 1546, comprende le seguenti suffraganee:
- la diocesi di San Juan de la Maguana, eretta come prelatura territoriale nel 1953;
- la diocesi di Nuestra Señora de la Altagracia en Higüey, eretta nel 1959;
- la diocesi di Barahona, eretta nel 1976;
- la diocesi di Baní, eretta nel 1986;
- la diocesi di San Pedro de Macorís,  eretta nel 1997.

## Storia
Il 15 novembre 1504 papa Giulio II con la bolla Illius fulciti praesidio eresse le prime circoscrizioni ecclesiastiche sull'isola di Hispaniola nel Nuovo Mondo. Si trattava dell'arcidiocesi di Yaguate e di due suffraganee, Bainoa e Amanguá. La bolla definitiva anche i limiti e i territori delle rispettive giurisdizioni. Tuttavia, a causa dell'opposizione del patronato regio spagnolo, la bolla non divenne esecutiva.
L'8 agosto 1511 lo stesso papa annullò la precedente disposizione e, con la bolla Romanus pontifex, eresse tre nuove sedi, le diocesi di Santo Domingo, di Concepción e di San Juan di Porto Rico (oggi arcidiocesi), tutte suffraganee dell'arcidiocesi di Siviglia in quanto precedentemente le missioni americane erano soggette a questa arcidiocesi. Queste tre diocesi furono le prime ad essere erette nel continente americano.
Primo vescovo residente di Santo Domingo fu un italiano, Alessandro Geraldini, già vescovo di Vulturara e Montecorvino, che prese possesso della sede americana nel mese di ottobre del 1519. A lui si deve l'inizio dei lavori per la costruzione dell'attuale cattedrale, portata a compimento e consacrata nel 1541.
Il 21 giugno 1531 la diocesi di Santo Domingo cedette una porzione del suo territorio a vantaggio dell'erezione della diocesi del Venezuela con sede a Coro, oggi arcidiocesi di Caracas.
Il 12 febbraio 1546 papa Paolo III con la bolla Super universas orbis ecclesiae elevò la diocesi di Santo Domingo al rango di arcidiocesi metropolitana, assegnandole come suffraganee le diocesi di Concepción de La Vega, San Juan di Porto Rico, Coro in Venezuela, Cuba, Trujillo de Honduras, Cartagena e Santa Marta in Colombia, e l'abbazia di Giamaica.
Nel 1795 in forza del Trattato di Basilea tutta l'isola di Hispaniola fu ceduta dalla Spagna alla Francia. Come conseguenza, il 24 novembre 1803 tutte le diocesi suffraganee (Santiago di Cuba, San Cristóbal de la Habana, San Juan di Porto Rico, Caracas e Guayana), furono sottratte alla giurisdizione metropolitica di Santo Domingo e rese suffraganee di Santiago di Cuba e di Caracas, elevate a sedi metropolitane.
Dopo il 1798 l'arcidiocesi non ebbe più vescovi per una ventina d'anni per la rottura delle relazioni diplomatiche tra Santa Sede e governo francese; in questo stesso periodo fu nominato un vescovo costituzionale, Guillaume Mauviel, non riconosciuto da Roma.
Il 28 novembre 1816 papa Pio VII con la bolla Divini praeceptis restituì all'arcidiocesi di Santo Domingo una sola suffraganea, la diocesi di San Juan di Porto Rico, confermò ufficialmente all'arcivescovo il titolo di "Primate delle Indie". L'arcidiocesi comprendeva in quel momento tutta l'isola di Hispaniola.
Il 3 ottobre 1861 l'arcidiocesi ha ceduto porzioni del suo territorio a vantaggio dell'erezione delle diocesi haitiane, che formarono una nuova provincia ecclesiastica con sede metropolitana l'arcidiocesi di Port-au-Prince e con le diocesi suffraganee di Les Cayes, Les Gonaïves, Cap-Haïtien (oggi arcidiocesi) e di Port-de-Paix.
Il 25 settembre 1953 ha ceduto porzioni del suo territorio a vantaggio dell'erezione delle diocesi di La Vega e di Santiago de los Caballeros (oggi arcidiocesi) e della prelatura territoriale di San Juan de la Maguana (oggi diocesi).
Il concordato tra la Santa Sede e la Repubblica Dominicana del 16 giugno 1954 confermò il titolo di Primate delle Indie concesso da papa Pio VII agli arcivescovi di Santo Domingo.
Il 1º aprile 1959 ha ceduto un'altra porzione di territorio a vantaggio dell'erezione della diocesi di Nuestra Señora de la Altagracia en Higüey.
L'8 novembre 1986 ha ceduto un'ulteriore porzione di territorio a vantaggio dell'erezione della diocesi di Baní.
Dal 10 al 14 ottobre 1992 l'arcidiocesi ha ricevuto la visita di papa Giovanni Paolo II, in occasione della IV assemblea plenaria del Consiglio episcopale latinoamericano, che si è svolta a Santo Domingo dal 12 al 28 ottobre.
Il 14 febbraio 1994 la sede di Santiago de los Caballeros è stata elevata al rango di arcidiocesi metropolitana, attribuendole come suffraganee le diocesi di La Vega, di San Francisco de Macorís e di Mao-Monte Christi, erette nel 1978.
Il 15 marzo 1997 ha ceduto ancora una porzione di territorio a vantaggio dell'erezione della diocesi di San Pedro de Macorís.

## Cronotassi dei vescovi
Si omettono i periodi di sede vacante non superiori ai 2 anni o non storicamente accertati.
- Francisco García de Padilla, O.F.M. † (13 agosto 1511 - 1515 deceduto)[11]
- Alessandro Geraldini † (23 novembre 1516 - 8 marzo 1524 deceduto)
  - Luis de Figueroa, O.S.H. † (1524 - 1526 deceduto) (vescovo eletto)[12]
- Sebastián Ramírez de Fuenleal † (23 dicembre 1528 - 29 luglio 1538 nominato vescovo di Tuy)
- Alfonso de Fuenmayor † (27 ottobre 1538 - 1º marzo 1554 deceduto)
- Diego de Covarrubias y Leiva † (24 aprile 1556 - 26 gennaio 1560 nominato arcivescovo, titolo personale, di Ciudad Rodrigo)
- Juan de Salcedo † (9 gennaio 1562 - 1562 deceduto)[13]
- Juan de Arzólaras, O.S.H. † (15 febbraio 1566 - 17 settembre 1568 nominato arcivescovo, titolo personale, delle Isole Canarie)
- Francisco Andrés de Carvajal, O.F.M. † (10 maggio 1570 - 7 aprile 1579 deceduto)
- Alfonso López de Ávila † (14 marzo 1580 - 29 novembre 1591 nominato arcivescovo di Santafé nella Nueva Granada)
- Nicolás de Ramos y Santos, O.F.M. † (13 luglio 1592 - 1º dicembre 1599 deceduto)
- Agustín Dávila Padilla, O.P. † (17 agosto 1599 - 26 giugno 1604 deceduto)
- Domingo Valderrama y Centeno, O.P. † (25 settembre 1606 - 28 maggio 1608 nominato arcivescovo, titolo personale, di La Paz)
- Cristóbal Rodríguez y Suárez, O.P. † (2 giugno 1608 - 7 ottobre 1612 nominato arcivescovo, titolo personale, di Arequipa)
- Diego de Contreras, O.S.A. † (18 giugno 1612 - 1º settembre 1616 deceduto)
- Pedro de Solier y Vargas, O.S.A. † (16 dicembre 1619 - 9 luglio 1620 deceduto)
- Pedro de Oviedo Falconi, O.Cist. † (11 gennaio 1621 - 10 luglio 1628 nominato arcivescovo, titolo personale, di Quito)
- Fernando de Vera y Zúñiga, O.S.A. † (13 novembre 1628 - 16 luglio 1629 nominato arcivescovo, titolo personale, di Cusco)
- Bernardino de Almansa Carrión † (17 settembre 1629 - 15 dicembre 1631 nominato arcivescovo di Santafé in Nueva Granada)
- Facundo (Fernando) de la Torre, O.S.B. † (2 gennaio 1632 - 25 settembre 1640 deceduto)
- Diego de Guevara y Estrada † (13 gennaio 1642 - aprile 1642 deceduto)[13]
  - Gerónimo de Valderas, O. de M. † (1647 - 1648 dimesso) (vescovo eletto)[14]
- Francisco Pio Guadalupe Téllez † (23 novembre 1648 - 5 marzo 1660 deceduto)
- Francisco de la Cueva Maldonado † (21 agosto 1662 - 15 ottobre 1667 deceduto)
  - Sede vacante (1667-1673)
- Juan de Escalante Turcios y Mendoza † (27 febbraio 1673 - 20 marzo 1677 nominato arcivescovo, titolo personale, di Yucatán)
- Domingo Fernández Navarrete, O.P. † (4 maggio 1682 - 26 febbraio 1686 deceduto)
- Fernando de Carvajal y Ribera, O. de M. † (3 marzo 1687 - 24 aprile 1701 deceduto)
  - Sede vacante (1701-1705)
- Francisco del Rincón, O.M. † (14 dicembre 1705 - 26 febbraio 1714 nominato arcivescovo, titolo personale, di Caracas)
- Antonio Claudio Álvarez de Quiñones † (12 aprile 1717 - 29 gennaio 1725 nominato arcivescovo di Santafé in Nueva Granada)
- Francisco Mendigaño Armendáriz † (8 aprile 1726 - 30 ottobre 1728 deceduto)
- Juan de Galabis, O.Praem. † (28 novembre 1729 - 3 marzo 1738 nominato arcivescovo di Santafé in Nueva Granada)
- Domingo Pantaleón Álvarez de Abreu † (3 marzo 1738 - 20 maggio 1743 nominato vescovo di Tlaxcala)
- Ignacio Padilla Estrada, O.S.A. † (20 maggio 1743 - 28 maggio 1753 nominato arcivescovo, titolo personale, di Yucatán)
- José Moreno Guriel, O.SS.T. † (28 maggio 1753 - 27 novembre 1755 deceduto)
- Felipe Ruiz Ausmendi † (28 marzo 1757 - 8 settembre 1766 deceduto)
- Isidro Rodríguez Lorenzo, O.S.Bas. † (14 dicembre 1767 - 12 settembre 1788 ritirato)
- Fernando del Portillo y Torres, O.P. † (15 settembre 1788 - 29 ottobre 1798 nominato arcivescovo di Santafé in Nueva Granada)
  - Sede vacante (1798-1817)
- Pedro Valera y Jiménez † (14 aprile 1817 - 19 marzo 1833 deceduto)
  - Sede vacante (1833-1848)
- Tomás de Portes e Infante † (20 gennaio 1848 - 8 aprile 1858 deceduto)
- Antonio Cerezano Camarena † (27 gennaio 1860 - 11 luglio 1860 deceduto)
- Bienvenudo Monzón y Martín † (7 aprile 1862 - 8 giugno 1866 nominato arcivescovo di Granada)
  - Sede vacante (1866-1871)
- Leopoldo Angelo Santanchè, O.F.M.Ref. † (8 marzo 1871 - 13 novembre 1874 nominato vicario apostolico di Costantinopoli)
- Rocco Cocchia, O.F.M.Cap. † (13 luglio 1874 - 9 agosto 1883 nominato arcivescovo di Otranto)
- Fernando Antonio Arturo de Merino y Ramírez † (3 luglio 1885 - 20 agosto 1906 deceduto)
- Adolfo Alejandro Nouel y Bobadilla † (20 agosto 1906 - 11 ottobre 1935 dimesso[15])
- Ricardo Pittini Piussi, S.D.B. † (11 ottobre 1935 - 10 dicembre 1961 deceduto)
- Octavio Antonio Beras Rojas † (10 dicembre 1961 - 15 novembre 1981 ritirato)
- Nicolás de Jesús López Rodríguez (15 novembre 1981 - 4 luglio 2016 ritirato)
- Francisco Ozoria Acosta, dal 4 luglio 2016

## Statistiche
L'arcidiocesi nel 2022 su una popolazione di 4.277.000 persone contava 3.850.000 battezzati, corrispondenti al 90,0% del totale.
| anno | popolazione | popolazione | popolazione | presbiteri | presbiteri | presbiteri | presbiteri                | diaconi | religiosi | religiosi | parrocchie |
| anno | battezzati  | totale      | %           | numero     | secolari   | regolari   | battezzati per presbitero | diaconi | uomini    | donne     | parrocchie |
| ---- | ----------- | ----------- | ----------- | ---------- | ---------- | ---------- | ------------------------- | ------- | --------- | --------- | ---------- |
| 1950 | 2.165.000   | 2.185.000   | 99,1        | 158        | 41         | 117        | 13.702                    |         | 94        | 331       | 65         |
| 1964 | 996.390     | 1.016.775   | 98,0        | 175        | 34         | 141        | 5.693                     |         | 232       | 611       | 42         |
| 1970 | 1.084.818   | 1.356.073   | 80,0        | 203        | 24         | 179        | 5.343                     |         | 258       | 721       | 65         |
| 1976 | 1.573.998   | 1.748.886   | 90,0        | 250        | 29         | 221        | 6.295                     |         | 321       | 797       | 82         |
| 1980 | 1.941.000   | 2.066.000   | 93,9        | 246        | 35         | 211        | 7.890                     | 5       | 328       | 797       | 83         |
| 1990 | 1.736.000   | 1.925.000   | 90,2        | 238        | 53         | 185        | 7.294                     | 16      | 586       | 647       | 109        |
| 1999 | 2.502.617   | 2.634.334   | 95,0        | 325        | 87         | 238        | 7.700                     | 19      | 430       | 808       | 141        |
| 2000 | 2.524.717   | 2.698.898   | 93,5        | 342        | 99         | 243        | 7.382                     | 21      | 394       | 802       | 137        |
| 2001 | 2.586.893   | 2.874.326   | 90,0        | 358        | 105        | 253        | 7.225                     | 22      | 425       | 838       | 152        |
| 2002 | 2.810.778   | 2.960.556   | 94,9        | 383        | 119        | 264        | 7.338                     | 23      | 483       | 869       | 161        |
| 2003 | 2.895.101   | 3.049.372   | 94,9        | 413        | 149        | 264        | 7.009                     | 44      | 392       | 888       | 171        |
| 2004 | 3.110.311   | 3.274.012   | 95,0        | 408        | 139        | 269        | 7.623                     | 68      | 372       | 894       | 186        |
| 2010 | 4.890.250   | 5.770.529   | 84,7        | 457        | 174        | 283        | 10.700                    | 155     | 543       | 2.226     | 212        |
| 2014 | 3.457.347   | 3.639.313   | 95,0        | 478        | 190        | 288        | 7.232                     | 159     | 610       | 2.235     | 214        |
| 2017 | 3.511.280   | 3.900.703   | 90,0        | 504        | 210        | 294        | 6.966                     | 166     | 653       | 2.280     | 216        |
| 2020 | 3.607.400   | 4.007.194   | 90,0        | 395        | 227        | 168        | 9.132                     | 158     | 546       | 1.063     | 215        |
| 2022 | 3.850.000   | 4.277.000   | 90,0        | 406        | 238        | 168        | 9.482                     | 209     | 510       | 1.063     | 215        |